# Streu-Gammatox
Streu-Gammatox war ein in der DDR hergestelltes und vertriebenes Pflanzenschutzmittel zur Bekämpfung von Bodenschädlingen. Es basierte auf dem zwischenzeitlich wegen seiner schädlichen Umweltwirkungen verbotenen Wirkstoff Lindan. Es wurde vom VEB Elektrochemisches Kombinat Bitterfeld hergestellt.
Streu-Gammatox wirkte als Berührungs-, Fraß- und Atemgift. Das Insektizid wurde gegen Bodenschädlinge wie Erdraupen, Drahtwürmer und Engerlinge eingesetzt und konnte ganzjährig ausgebracht werden.